# ロシャン・セス
ロシャン・セス（Roshan Seth、1942年4月2日 - ）は、インド出身のイギリスの俳優。

## 来歴
インド・ビハール州パトナ出身。ヒンドゥー教徒の父とインド人とイギリス人のハーフの母の間に生まれる。大学時代までインドで送ったのち渡英し、ロンドン・アカデミー・オブ・ミュージック・アンド・ドラマティック・アート(LAMDA)に入学。
1982年の映画『ガンジー』でジャワハルラール・ネルーを演じ、第36回英国アカデミー賞 助演男優賞にノミネートされるなど高い評価を受ける。ネルー役は他に映画・テレビドラマで3回演じている。
1998年の映画『かくも長き旅』で第19回ジニー賞最優秀男優賞を受賞。
弟は元外交官のアフターブ・セット。

## 主な出演作品
- ジャガーノート Juggernaut (1974)
- ガンジー Gandhi (1982)
- インディ・ジョーンズ/魔宮の伝説 Indiana Jones and the Temple of Doom (1984)
- インドへの道 A Passage to India (1984)
- マイ・ビューティフル・ランドレット My Beautiful Laundrette (1985)
- リトル・ドリット Little Dorrit (1987)
- ウォーゾーン/虐殺報道 Deadline (1988)
- 風の惑星/スリップストリーム Slipstream (1989)
- 愛と野望のナイル Mountains of the Moon (1990)
- 星の流れる果て Not Without My Daughter (1991)
- ミシシッピー・マサラ Mississippi Masala (1991)
- ロンドン・キルズ・ミー London Kills Me (1991)
- 独裁/スターリン Stalin (1992) テレビ映画
- 郊外のブッダ The Buddha of Suburbia (1993) テレビミニシリーズ
- ストリートファイター Street Fighter (1994)
- ジェラシーはお断り! Solitaire for 2 (1995)
- かくも長き旅 Such a Long Journey (1998)
- バーティカル・リミット Vertical Limit (2000)
- モンスーン・ウェディング Monsoon Wedding (2001)
- 法医学捜査班 silent witness Silent Witness (2003) テレビドラマ
- プルーフ・オブ・マイ・ライフ Proof (2005)
- チーター・ガールズ3 in インド The Cheetah Girls: One World (2008) テレビ映画
- トリシュナ Trishna (2011)
- タイガー 伝説のスパイ Ek Tha Tiger (2012)
- タイム・ラヴァーズ 時空を繋ぐ指輪[9] The Lovers (2013)
- シティ・オブ・タイニー・ライツ City of Tiny Lights (2016)
- ダンボ Dumbo (2019)